# Do It Again
«Do It Again» es una canción escrita por Brian Wilson y Mike Love, grabada por el grupo estadounidense The Beach Boys. Es el segundo sencillo publicado en 1968. La canción fue grabada entre mayo y junio de 1968, para ser la canción apertura del álbum 20/20, su último título de la década de 1960. Este sencillo tiene la característica única en un sencillo de The Beach Boys, en que llegó al número uno en el Reino Unido, pero no en los Estados Unidos, en donde alcanzó el puesto n.º 20.

## Grabación
Luego de seis semanas de muy poco o ninguna grabación, ya que la banda se encontraba realizando conciertos, el grupo volvió al estudio hogareño de Brian Wilson en Bel Air el 26 de mayo de 1968, cuando ellos comenzaron a trabajar en "Do it Again". La sesión, producida por Brian y Carl Wilson.
La letra de la canción, originalmente titulada "Rendezvous", fue a través de la inspiración de Mike Love en un día en la playa sufeando con un viejo amigo llamado Bill Jackson. A continuación, Love le enseñó a Brian Wilson las letras, Wilson procedió a escribir la música con la letra de Love.
Al principio Mike Love canta la primera parte como "and surf again", sin embargo eso fue arreglado a "and do it again". Después de que la banda grabó básicamente la canción, ellos sobre-doblaron la voz de apoyo así como la adición de una guitarra y órgano, y también un nuevo solo de guitarra. El trabajo vocal por Brian, Carl, Dennis Wilson, Bruce Johnston y Al Jardine fue realizado el 6 de junio, otra vez en el estudio de la casa de Brian.
Como curiosidad, al final de la canción desde el minuto 2:12 puede escucharse un fragmento de la canción experimental I Wanna Be Around / Workshop que estaba destinada a salir en el inacabado álbum SMiLE

## Sencillo
«Do It Again» fue editada en sencillo con «Wake the World» en el lado B, siendo un éxito internacional, a excepción de lo que sucedió en los Estados Unidos, en donde solo llegó al puesto n.º 20, después en el Reino Unido el sencillo alcanzó el número uno, al igual que en Australia, y en Holanda alcanzó el puesto n.º 5.

## Publicaciones
"Do It Again" es la primera canción de 20/20 de 1969, la pista instrumental apareció en Stack-O-Tracks de 1968, luego el tema fue compilado en 20 Golden Greats de 1976, en Sunshine Dream de 1982, en el álbum doble Made in U.S.A. de 1986, en el exitoso box set Good Vibrations: Thirty Years of The Beach Boys de 1993, una versión de esta canción aparece en Endless Harmony Soundtrack con algunos cambios en la letra y sin la introducción, en The Greatest Hits - Volume 2: 20 More Good Vibrations de 1999, en el exitoso compilado de 2003 Sounds of Summer: The Very Best of The Beach Boys, en The Very Best of The Beach Boys de 2001, en el álbum triple Platinum Collection: Sounds of Summer Edition de 2005, en Fifty Big Ones: Greatest Hits de 2012 y en Made in California de 2013.

### En vivo
En 1968 "Do It Again" fue interpretada en The Ed Sullivan Show, y se editó una versión en vivo en Live in London de 1970, también existe una versión por Brian Wilson en su álbum en vivo Live at the Roxy Theatre de 2000, además de la grabación de The Beach Boys que apareció en Good Timin': Live at Knebworth England 1980, editado en 2002. Fue la canción apertura de los conciertos en torno a su Tour 50 Aniversario, por lo que aparece en Live – The 50th Anniversary Tour de 2013 que captura una de las presentaciones en vivo con todos los beach boys sobrevivientes.

## Film promocional
Una película promocional, dirigida por Peter Clifton, fue filmada en Los Ángeles. La película, rodada en color, cuenta con el grupo manejando una camioneta yendo a una tienda de surf. La banda se dirige a la playa en su camioneta y comienza a surfear. Las primeras proyecciones de esta película se muestran en la BBC-1's Top of the Pops en las fechas 8, 22 y 29 de agosto. En Alemania, la película promocional se muestra en septiembre, durante las transmisiones de Hits A Go Go. Existió la idea de una película alternativa con la idea de que cuente con un invitado especial, Paul McCartney miembro de The Beatles, como vendedor. Sin embargo, la idea fue abandonada debido a su ocupada agenda.

## Grabación de 2012
The Beach Boys regrabaron la canción "Do It Again" en el marco de la reunión con motivo de su 50 aniversario.